# Queijo azul
O queijo azul é um tipo de queijo conhecido por sua textura cremosa, quebradiça, sabor forte, levemente picante e aroma característico. Seu nome vem da presença de um mofo azulado que é adicionado durante o processo de fabricação, dando ao queijo distintos veios azul-acinzentados .

## Produção
Os queijos azuis têm uma produção mais elaborada, resultando assim numa massa macia e quebradiça, permeada por veios azulados que dão uma característica peculiar que dá nome a esse tipo de queijo. Na Itália e na França nasceram os mais famosos queijos azuis.
Os seus veios azulados vêm da adição de culturas de diversos gêneros do fungos Penicillium durante seu processo de maturação, o que também lhe confere um sabor característico.

## Popularidade
Dentre os queijos azuis mais consumidos mundialmente destacam-se o Gorgonzola, o Roquefort e o Stilton.
No Brasil, devido a um acordo comercial, o termo queijo azul passou a ser adotado em meados da década de 2020 em substituição aos queijos anteriormente chamados de "tipo gorgonzola", tendo em vista que esta denominação possui certificado de origem da União Europeia.

## Tipos de queijo azul
- Ädelost – único queijo azul original da Suécia[5]
- Aura cheese
- Bay Blue[6]
- Bleu Bénédictin[7]
- Bleu d'Auvergne[8]
- Bleu de Bresse[9]
- Bleu de Gex
- Bleu des Causses
- Bleu du Vercors-Sassenage
- Bleuchâtel
- Blue Cheshire
- Brighton Blue
- Buxton Blue
- Cabrales cheese
- Cambozola
- Carré d'Aurillac
- Cherni Vit
- Danish Blue
- Dolcelatte
- Dorset Blue Vinney
- Dovedale cheese
- Dragon's Breath Blue
- Fourme d'Ambert
- Fourme de Montbrison
- Gamalost – um queijo tradicional da Noruega[10]
- Gorgonzola
- Grinzola
- J&L Grubb
- Lanark Blue
- Lymeswold cheese
- Maytag Blue cheese – produzido no estado de Iowa nos Estados Unidos[11]

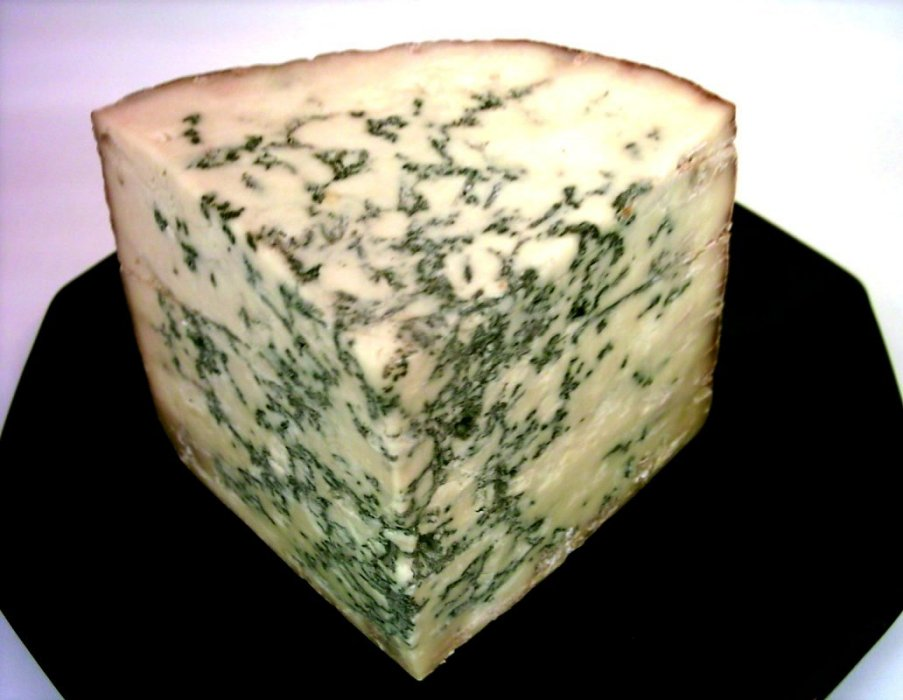
O Stilton é um exemplo de queijo azul.

- Newport 1665
- Norbury Blue[12]
- Oxford Blue[13]
- Picón Bejes-Tresviso
- Rokpol
- Roquefort
- Saga – originado na Dinamarca[14]
- Saint Agur Blue
- Shropshire Blue
- Stichelton
- Stilton
- Valdeón cheese
- Wensleydale cheese[15]
- Wrekin White